# Yemmiganur
Yemmiganur är en stad i den indiska delstaten Andhra Pradesh, och tillhör distriktet Kurnool. Folkmängden uppgick till 95 149 invånare vid folkräkningen 2011.